# Kinderheim (Ahlbeck)

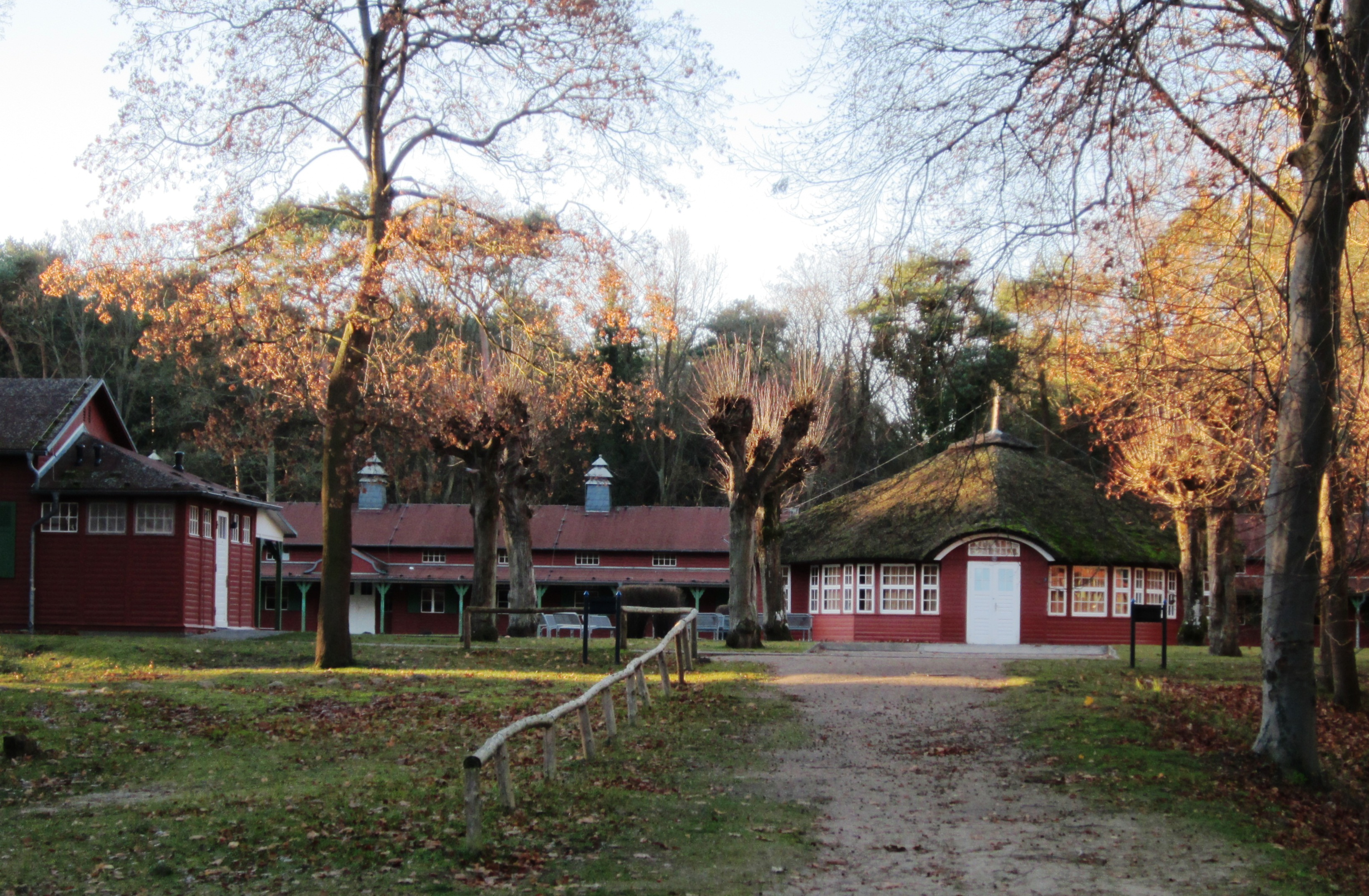
Rundpavillon im Kinderheim in Ahlbeck

Das Kinderheim, gegründet als Kaiser-Wilhelm-Stift, in Ahlbeck, einem Ortsteil der Gemeinde Ostseebad Heringsdorf auf der Insel Usedom im Landkreis Vorpommern-Greifswald in Mecklenburg-Vorpommern, wurde 1913 eröffnet. Das ehemalige Kinderheim an der Dünenstraße 2 ist seit 1988 ein geschütztes Baudenkmal.
Das ovale Bauensemble aus standardisierten Holzhäusern auf einem Waldgrundstück wurde von Kaiser Wilhelm II. finanziert. Das Kinderheim wurde in Anwesenheit des Kaisers festlich eingeweiht. Die Leitung erfolgte seit Gründung durch Mathilde Kirschner.
Die Fertigteile lieferte die Firma Christoph & Unmack aus der Oberlausitz. Das Hauptgebäude und der Speisesaal liegen sich gegenüber und an den Seiten stehen die niedrigen Häuser mit Schlaf- und Waschräumen. Die Dachreiter sind mit Lüftungsschlitzen versehen. Laubengänge verbinden alle Gebäude miteinander. Im Zentrum steht der schilfgedeckte Rundpavillon.
Das Gebäudeensemble wird heute von der Sportjugend Berlin genutzt.